# Tourka
Pour les articles homonymes, voir Tourka (homonymie).
Tourka (en ukrainien : Турка) est une ville de l'oblast de Lviv, en Ukraine. Sa population s'élevait à 6 925 habitants en 2022.

## Nom
Le nom de la ville ne doit rien aux Turcs, mais vient probablement d'un taureau sauvage ou aurochs, тур ou tour en ukrainien, comme il en existait dans les forêts environnantes. C'est cette origine qui est reprise sur les armoiries de la ville adoptées en 1992.

## Géographie
Tourka se trouve dans les Carpates orientales extérieures, au point de confluence de la Stryï et de son affluent la Iablounka (en ukrainien : Яблунька). Elle est située à 10 km de la frontière polonaise et à 103 km au sud-ouest de Lviv.

## Histoire
La première mention de Tourka remonte au 27 juin 1431. Elle reçoit des privilèges urbains (droit de Magdebourg) en 1730.
Depuis le premier partage de la Pologne en 1772 jusqu'en 1918, la ville (nommée bilingue Turka bei Chyrow - Kolo Chyrowa) fait partie de la monarchie autrichienne (empire d'Autriche), puis Autriche-Hongrie (Cisleithanie après le compromis de 1867), chef-lieu du district de même nom depuis 1856, l'un des 78 Bezirkshauptmannschaften (powiats, ouïezd) en province (Kronland) de Galicie en 1900.
Le sort de cette province fut dès lors disputé par la Pologne et la Russie soviétique, jusqu'à la Paix de Riga le 18 mars 1921, attribuant la Galicie orientale à la Deuxième République de Pologne. La ville, sous le nom de Turka, resta polonaise jusqu'à septembre 1939. C'est dans les environs que fut pris par les Soviétiques, le 28 septembre 1939, le général Władysław Anders.
Partie du Gouvernement général sous l'occupant nazi, la Galicie orientale est annexée en 1944 par l'Union soviétique et incluse dans la République socialiste soviétique d'Ukraine.

## Population
Recensements (*) ou estimations de la population :
| 1880  | 1916  | 1921   | 1959* | 1970* | 1979* |
| ----- | ----- | ------ | ----- | ----- | ----- |
| 4 685 | 6 080 | 10 030 | 5 661 | 6 875 | 7 323 |

| 1989* | 2001* | 2010  | 2011  | 2012  | 2013  |
| ----- | ----- | ----- | ----- | ----- | ----- |
| 7 982 | 7 681 | 7 077 | 7 114 | 7 182 | 7 173 |